# Ludwig Flügge
Georg Ludwig Wilhelm Flügge (* 29. Mai 1808 in Pattensen (Winsen); † 15. Februar 1883 in Hannover) war ein deutscher lutherischer Theologe.

## Leben
Als Sohn des Superintendenten in Pattensen Christian Wilhelm Flügge besuchte Flügge das Gymnasium in Lüneburg und studierte Evangelische Theologie zunächst in Göttingen an der Georg-August-Universität sowie in Kiel an der Christian-Albrechts-Universität zu Kiel. In Göttingen wurde er 1828 Mitglied des Corps Lunaburgia. 1834 wurde er Pastor collaborator an der Neustädter Kirche (Hannover) in Hannover, 1838 Pastor an Aegidienkirche (Hannover), wo er trotz mehrfacher Berufungen, unter anderem auf die Generalsuperintendentur Aurich, bis zu seinem Tode blieb. 
Flügge war Senior (Kirche) des Geistlichen Stadtministeriums in Hannover. Seine seelsorgerische Tätigkeit äußerte sich in einer vielfältigen Unterstützung der Inneren und Äußeren Mission. Er war Mitstifter des Missionsvereins und der Pestalozzi-Stiftung sowie Gründer von Hannovers Gustav-Adolf-Verein, dessen Präsident er bis zu seinem Tode blieb. Auch der Verein, aus dem das Friederikenstift (Hannover) hervorging, wurde auf seine Initiative gegründet.

## Auszeichnungen
- Guelphen-Orden
- Roter Adlerorden 4. Klasse

## Flüggestraße
Zwischen der heutigen Straße Große Pfahlstraße und dem Wedekindplatz (Hannover) führte ein alter Weg der Gartenleute durch Hannover-Oststadt. Dieser Wegeverbindung erhielt zur Zeit der Industrialisierung im Königreich Hannover im Jahr 1845 den Namen Petersilienstraße und wurde 1894 nach dem Pastor umbenannt.